# جاده ئی۳۷ اروپا
جاده ئی۳۷ اروپا (به انگلیسی: European route E37) یکی از جاده‌های اصلی قاره اروپا است که در کشور آلمان قرار دارد.
این جاده که از شهر برمن شروع شده، در شهر کلن به پایان میرسد و مسافت آن ۳۳۶ کیلومتر است.